# Four Minute Mile
Four Minute Mile es el primer álbum lanzado por la banda emo, The Get Up Kids. Fue grabado en abril de 1997 con Bob Weston en Chicago. Fue lanzado por Doghouse Records el 30 de septiembre de 1997. De todos los álbumes de la banda, el sonido presente en éste es el más Emo, con crescendos y breakdowns emotivos. Pese a las melodías "pop" del disco, el sonido mantiene casi siempre su distancia frente a la típica estructura verso-coro-verso.
Una versión remasterizada del álbum fue lanzada en el 2001.

## Lista de canciones
1. "Coming Clean" - 2:07
2. "Don't Hate Me" - 2:54
3. "Fall Semester" - 3:21
4. "Stay Gold, Ponyboy" - 2:54
5. "Lowercase West Thomas" - 1:58
6. "Washington Square Park" - 3:08
7. "Last Place You Look" - 2:30
8. "Better Half" - 3:24
9. "No Love" - 3:04
10. "Shorty" - 3:22
11. "Michele With One 'L'" - 6:04

## Personal
- Matt Pryor: Vocalista, Guitarra
- Jim Suptic: Guitarra, Voz
- Rob Pope: Bajo
- Ryan Pope: Batería

- Datos: Q5475359